# Lemniscomys zebra
Lemniscomys zebra  (Heuglin, 1864) è un roditore della famiglia dei Muridi diffuso nell'Africa centrale ed occidentale.

## Descrizione

### Dimensioni
Roditore di piccole dimensioni, con la lunghezza della testa e del corpo tra 83 e 118 mm, la lunghezza della coda tra 110 e 137 mm, la lunghezza del piede tra 23 e 26 mm, la lunghezza delle orecchie tra 13 e 18 mm e un peso fino a 49 g.

### Aspetto
Le parti dorsali sono bruno-giallastre o marroni, una striscia nerastra dorsale si estende dal collo alla base della coda, su ogni fianco sono presenti 6-7 strisce giallastre larghe quanto le strisce più scure che le separano, mentre le parti ventrali sono bianche o color crema. La testa è stretta ed appuntita, dello stesso colore delle parti dorsali. Le orechhie sono grandi ed arrotondate, rivestite da corti peli rossicci. Le zampe anteriori hanno solo tre dita funzionali. La coda è più lunga della testa e del corpo, è cosparsa di pochi peli, scura sopra e più chiara sotto. Le femmine hanno due paia di mammelle pettorali e due inguinali. Il cariotipo è 2n=54 FN=58.

## Biologia

### Comportamento
È una specie terricola ed attiva principalmente prima e durante il tramonto, e in prima mattinata dopo l'alba. Nei periodi freddi l'attività diminuisce particolarmente di notte. Costruisce percorsi tra l'erba e taglia gli steli con i propri denti per fabbricare nidi. Quando disturbato o minacciato fugge rapidamente sotto cumuli di erba secca o nella densa vegetazione, dove il suo manto striato offre un buon mimetismo. Solitamente è solitario o vive a coppie.

### Alimentazione
Si nutre di parti vegetali.

### Riproduzione
Danno alla luce circa 5 piccoli alla volta.

## Distribuzione e habitat
Questa specie è diffusa nell'Africa occidentale e orientale, dal Senegal al Kenya a est e alla Tanzania centrale a sud. Probabilmente è presente anche in Etiopia.
Vive nei boschi e nelle savane fino a 1.220 metri di altitudine. Si può trovare anche in zone degradate come prati bruciati e aree coltivate

## Tassonomia
Sono state riconosciute 8 sottospecie:
- L.z.zebra: Sudan meridionale, Sudan del Sud, Uganda, Repubblica Democratica del Congo nord-orientale;
- L.z.albolineatus (Osgood, 1910): Kenya centro-meridionale;
- L.z.convictus (Osgood, 1910): Kenya sud-orientale;
- L.z.manteufeli (Matschie, 1911): Tanzania nord-occidentale;
- L.z.nigeriae (Thomas, 1912): Nigeria, Camerun e Repubblica Centrafricana settentrionali;
- L.z.olga (Thomas & Hinton, 1921): Niger centro-meridionale e Ciad meridionale;
- L.z.oweni (Thomas, 1911): Senegal, Gambia, Guinea-Bissau orientale, Guinea, Mali e Burkina Faso meridionali; Costa d'Avorio settentrionale, Ghana, Togo, Benin;
- L.z.spekei (De Winton, 1897): Tanzania centrale ed orientale.

## Conservazione
La IUCN Red List, considerato il vasto areale, l'abbondanza e l'assenza di reali minacce, classifica L.zebra come specie a rischio minimo (Least Concern).